# Antimoniate
En chimie, un antimoniate est un composé qui contient un élément métallique, de l'oxygène et de l'antimoine dans un état d'oxydation de +5. Ces composés forment des structures polymériques avec des liens M-O-Sb. Ils peuvent être considérés comme des dérivés de l'hypothétique acide antimonique H3SbO4, ou des combinaisons d'oxydes métalliques et de pentoxyde d'antimoine, Sb2O5.
Historiquement, ces composés étaient supposés être analogues aux phosphates et des formules telles que LiSbO3·3H2O et Na2H2Sb2O7·5H2O étaient utilisées, ces composés étant décrits comme des méta-antimoniates et des pyro-antimoniates hydratés. LiSbO3·3H2O est maintenant défini par la formule LiSb(OH)6 et contient l'anion Sb(OH)6− et le composé Na2H2Sb2O7·5H2O est en fait NaSb(OH)6.
Quelques exemples d'antimoniates et leurs structures cristallines sont indiqués ci-dessous :
- Li3SbO4 a une structure NaCl avec des unités Sb4O1612− isolées[2].
- L'antimoniate de sodium, NaSbO3, a la structure ilménite, avec des ions oxyde hexagonal compact, chacun des deux ions, Na+ et Sb5+, occupant un tiers des sites octaédriques[1].
- MgSb2O6 a la structure trirutile, qui est similaire à la structure rutile, sauf qu'il y a deux cations différents dans la maille[1].
- AlSbO4 a la structure rutile avec une occupation aléatoire des sites[1].
- L'antimoniate de plomb, Pb2Sb2O7, le jaune de Naples, a la structure pyrochlore[1].
- L'antimoniate de calcium, Ca2Sb2O7, a la structure weberite[1].
- L'ortho-antimoniate ferrique, Fe2O3·Sb2O5 ou FeSbO4, a la structure rutile avec une occupation aléatoire des sites[1].

## Les antimoniates dans la nomenclature chimique
L'IUPAC recommande que les composés avec des anions contenant l'antimoine(V) prennent le suffixe antimoniate(V) ou antimoniate suivi par un nombre de charges, par exemple l'ion Sb(OH)6- serait appelé hexahydroxydoantimoniate(V) ou de façon alternative hexahydroxydoantimoniate(1−).